# Matronae Renahenae
Die Renahenae sind Matronen, die durch zwei Weihinschriften aus Bonn und von einem unbekannten Fundort aus dem 2. Jahrhundert überliefert sind.

## Auffindung und Inschrift
Bei Kanalarbeiten auf der Bonner Straße 1944 am Hang des Dransdorfer Bergs bei der Gabelung „Dransdorfer Weg“ und Straße „Auf dem Hügel“ wurde der Votivstein bei der Ausschachtung gefunden. Vermutlich war der ursprüngliche Aufstellungsort höher gelegen und der Stein ist im Laufe der Zeit im Lehm des Hangs abgerutscht. Der aus hellbraunen Sandstein gefertigte Stein hat die Maße 46 × 25 × 12,5 cm, er ist schlicht ausgeführt zwischen deutlich abgesetzten umlaufenden Sockel und Gesims ist die Inschriftentafel integriert, oberhalb des Sockels findet sich ein schlecht erhaltenes Giebelchen und seitlichen Voluten in gleichen Zustand. Der Stein befindet sich im Depot des Rheinischen Landesmuseum in Bonn (Inv. Nr. 44, 280) und wird frühestens auf die zweite Hälfte des 2. Jahrhunderts datiert.

Die in sechs Zeilen ausgeführte Inschrift ist klar lesbar, lediglich die Zeilen zwei und drei sind linksseitig durch Materialausbruch gestört, jedoch problemlos zu ergänzen. In der 1. Zeile sind die Graphien TR und NI mit einer Ligatur ausgeführt und zudem das I als I longa in der Haste des N, ebenfalls ligiert ist das HE in der 2. Zeile.

„Matronis / [R]enahena/[b]us P(ublius) M( ) / Crescens / ex imp(erio) ip(sarum) / pr(o) s(e) l(ibens) m(erito)“

 Durch die „ex imperio“ Formel weist sich die Inschrift als Offenbarungs-Inschrift aus, da der Stifter glaubte auf Geheiß der Matronen die Weihung vorzunehmen.
Die zweite fragmentierte Inschrift stammt aus dem Altbestand des Rheinischen Landesmuseums zu dem keine Angaben über den Fundort und Fundumstände verzeichnet sind.
„Matro[nis] Renahe[nabus?]“

## Beiname und Deutung
Der durchsichtige Beiname zählt zu den „Rhein-Namen“ des Inschriftenkorpus, zu keltisch Rēnus mit dem Suffix -henae, dass eine große Gruppe von Matronennamen kennzeichnet die von einem Orts- oder Flussnamen aus dem Umfeld des Fund- oder ursprünglichen Aufstellungsort abgeleitet sind. Im Verhältnis zum quantitativ zentralen Fundort der aufanischen Matronen (Matronae Aufaniae) unter dem Bonner Münster in circa 3 km Entfernung zeigen sich diese distinktiven Beschreibungen im lokalen wie regionalen Matronenkult der Germania inferior. Der Name ist als die „Rheinischen Matronen“ beziehungsweise als „Rheingöttinen“ aufzufassen.